# Vibeke Nielsen
Vibeke Nielsen er tidligere en dansk atlet. Hun var medlem af Københavns IF og deltog i to landskampe for Danmark 1958.

## Danske mesterskaber
- Bronze 1961 Højdespring 1,50
- Sølv 1959 Højdespring 1,50
- Sølv 1958 Højdespring 1,48

## Personlige rekord
- Højdespring: 1,54 1959